# Berlingruppen
Berlingruppen var en grupp bestående av fackvetenskapmän och filosofer som i början av 1920-talet träffades i Berlin. Gruppen organiserade sig 1928 i "Sällskapet för vetenskaplig filosofi" vilket hade som ändamål att främja en form av filosofi som formulerar och löser filosofiska problem, genom analys och kritik av fackvetenskapernas resultat. Berlingruppen hade ett nära samarbete med Wienkretsen, dess arbete faller i stort sett inom ramarna för den logiska positivismen. Gruppen upplöstes i och med nazisternas maktövertagande 1933, men flera av medlemmarna fortsatte det filosofiska arbetet i exil.

## Viktiga medlemmar
- Reichenbach
- von Mises
- Köhler
- Hempel